# Hermann Ahlwardt
Hermann Ahlwardt, född 21 december 1846 i Krien nära Anklam, död 16 april 1914 i Leipzig, var en tysk politiker. 
År 1881 blev han rektor vid en skola i Berlin och 1892 invald i den tyska riksdagen. Oavlåtligen gick han till attack mot judarna i Tyskland, i både tal och skrift. Mest bekant är hans beskyllning (i skriften Judenflinten, 1892) mot firman Löwe, att denna genom oredliga vapenleveranser skulle medvetet bedragit staten. Eftersom han inte kunde bevisa sin anklagelse åtalades han och dömdes till fem månaders fängelse. Under fängelsetiden fick han emellertid sitt mandat förnyat 1903. Hans ytterliga hätskhet och personliga ovederhäftighet fick till och med en del av hans antisemitiska meningsfränder att ta avstånd och säga upp alla förbindelser med honom. 